# 宇宙主义
宇宙冷漠主义是美国作家H.P.洛夫克拉夫特在其怪奇小說中发展和使用的文学哲学。洛夫克拉夫特是一位哲学色彩浓厚的恐怖小说作家，他的小说中涉及到魂灵投射、外星人渗透等神秘现象，而他的小说主题随着时间的推移，也促进这一哲学的发展。 
宇宙冷漠主义哲学指出：“在宇宙中不存在可识别的神灵，比如一神教的上帝，而人类对比星际间存在的巨物，尤为微不足道”，最突出的主题是人类面对一个无法理解的巨大宇宙时对自身渺小的恐惧。”，这是对宇宙空虚的恐惧。

## 分析
宇宙冷漠主义和人文主义不相容。宇宙冷漠主义与虚无主义有许多共同的特点，但一个重要的区别是，宇宙冷漠主义倾向强调人类及其行为的微不足道，而不是简单地否定某种更高目的的存在；例如，在洛夫克拉夫特的《克蘇魯的呼喚》中，对主人公来说，造成恐怖的不是意义的缺失，而是他们发现自己在广阔冷漠的宇宙中無力改变周围的任何东西。在洛夫克拉夫特的故事中，无论宇宙众生的行为有什么意义或目的，对于人类角色而言都完全无法理解和实现。 
洛夫克拉夫特的宇宙冷漠主义源于以下几点：他对所有宗教事物不屑一顾；面对在科学思想所开辟的 "无限空间 "，他认为人类對於自身存在抱持无力感；人类从根本上受宇宙的浩瀚与虚无所支配。在他的虚构作品中，这些思想常常以幽默的方式进行探讨（《赫伯特·韋斯特──屍體復生者》，1922年），或通过梦境般的叙述（《夢尋秘境卡達斯》，1927年），或通过他著名的克苏鲁神话（《克蘇魯的呼喚》，1928年及其他）。在洛夫克拉夫特的小说中，与宇宙冷漠主义有关的共同主题是人类在宇宙中的渺小和以灾难为结局的知识探索。
洛夫克拉夫特的角色由于消除可识别的几何图形而变得疯狂，他的作品还倾向于将对他者的恐惧感传递给读者，比如在《敦威治恐怖事件》和《达贡》中，往往将未知的东西描绘成对其他人类的可怕威胁，这可能是他偏向孤僻和偏执的个人观点的一种反映。

## 宇宙冷漠主义
宇宙冷漠主义看似是一种深刻的悲观主义，而H.P.洛夫克拉夫特认为自己既不是悲观主义者也不是乐观主义者，而是一个「科学」或「宇宙」的冷漠主义者，这是他在小说中表达的一个主题。在洛夫克拉夫特的作品中，人类经常受到强大的生灵和其他宇宙力量的支配，但这些力量并不是恶意的，因为它们对人类毫不关心。这种冷漠是宇宙主义的一个重要主题。著名的洛夫克拉夫特学者S. T. 乔希断言：“ 洛夫克拉夫特不断地与几位同行，特别是虔诚的作家和老师莫里斯-W-莫伊（Maurice W. Moe）进行（或多或少）的宗教问题的争论。洛夫克拉夫特是一个坚定的、反宗教的无神论者：他认为宗教不仅是虚假的，而且会阻碍社会和政治的进步。”，因此洛夫克拉夫特的宇宙冷漠主义不是宗教，而是「机械唯物主义」的一种形式。洛夫克拉夫特信奉的是一种宇宙冷漠主义的哲学，他相信人类以其天生的有限能力，永远无法彻底理解一个无意义、机械且无情的宇宙；他的观点不允许宗教信仰的存在，因为它们无法得到科学的支持證明；在他的故事中，那些不可理解的宇宙力量对人类的重视程度还不如人类对蚂蚁的程度。 
洛夫克拉夫特个人無宗教信仰，他在故事中、特别是与克苏鲁有关的故事中使用各种「神祇」阐述宇宙主义；洛夫克拉夫特从来没有把他们构想为超自然事物，而是理解并服从一套自然法则的「外星生物」，而这些法则在人类的理解中如同魔术般神奇。这些生命（如「旧日支配者」、「外神」和其他外星生命）虽然对人类来说是危险的，但被描绘成非善非恶，人类的道德观念对这些生命没有任何意义。事实上，他们存在于人类无法理解的宇宙领域，而作为一种象征，代表洛夫克拉夫特所信奉的那种宇宙；虽然存在崇拜他们的邪教团体（在某些情况下是他们创造的），但对这些生命中的绝大多数个体来说，人类是如此的微不足道，以至于根本无需考虑。 